# تخطيط الصدى البطني

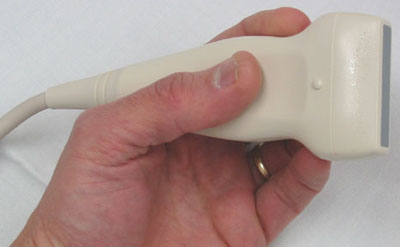
يتم استخدام مسبار الموجات فوق الصوتية (نوع خطي) لفحص الأعضاء السطحية.

تخطيط الصدى البطني أو تصوير البطن بالموجات فوق الصوتية (بالإنجليزية: Abdominal ultrasonography)‏ (يُسمى أيضًا التصوير فوق الصوتي في البطن) هو شكل من الأشكال الطبية للتصوير بالموجات فوق الصوتية (التطبيق الطبي لتقنية الموجات فوق الصوتية) لرؤية أعضاء البطن التشريحية. يعتمد هذا الجهاز علي إرسال واستقبال الموجات فوق الصوتية لتصوير الأعضاء الداخلية من خلال جدار البطن (بمساعدة الهلام الذي يساعد على انتقال الموجات الصوتية). لهذا السبب يُطلق على هذا الإجراء اسم الموجات فوق الصوتية عبر البطن، عكس الموجات فوق الصوتية بالمنظار الذي يجمع بين الموجات فوق الصوتية مع المنظار لرؤية الأجزاء الداخلية من داخل الأعضاء المجوفة.
يتم إجراء فحوصات البطن بالموجات فوق الصوتية من قبل أخصائيين أمراض الجهاز الهضمي أو غيرهم من المتخصصين في الطب الباطني، أو أطباء الأشعة أو خبراء التصوير المدربين على هذا الإجراء.

## الاستخدامات الطبية
يمكن استخدام الموجات فوق الصوتية في البطن لتشخيص التشوهات التي تصيب الأعضاء الداخلية المختلفة، مثل الكلى والكبد والمرارة والبنكرياس والطحال والشريان الأبهر البطني. إذا تمت إضافة التصوير بالدوبلر، يمكن كذلك تقييم تدفق الدم داخل الأوعية الدموية (على سبيل المثال: للبحث عن تضيق الشريان الكلوي). يستخدم عادة لفحص الرحم والجنين أثناء الحمل. وهذا ما يسمى التصوير بالموجات فوق الصوتية التوليدية.
تستخدم الموجات فوق الصوتية في البطن عادة في تحديد آلام البطن أو البطن الحاد (متلازمة آلام البطن المفاجئة أو الحادة التي قد يكون فيها التدخل الجراحي ضروريًا)، حيث يمكن تشخيص التهاب الزائدة الدودية أو التهاب المرارة.
يمكن أيضا استخدام الموجات فوق الصوتية إذا كان هناك اشتباه في تضخم عضو واحد أو أكثر، مثل استخدامها في فحص أم الدم الأبهرية البطنية، وفي حالات تضخم الطحال أو احتباس البول.
يمكن استخدام الموجات فوق الصوتية للحصول على معلومات تشريحية إضافية للمرضى الذين يعانون من خلل في وظائف الكلى أو إنزيمات البنكرياس (أميلاز البنكرياس وليباز البنكرياس).

القياس الأمثل للأبهر البطني

ويمكن استخدامه على الشريان الأورطى البطني للكشف عن أو استبعاد تمدد الشريان الأورطى البطني. لهذا الغرض، فإن قياس الأورطي في حالات أم الدم الأبهرية البطنية يكون بين الهوامش الخارجية لجدار الأبهر.
في حالات كثرة الوحيدات العدائية يكون تضخم الطحال هو أحد الأعراض الشائعة وقد يفكر مقدمو الرعاية الصحية في استخدام الموجات فوق الصوتية في البطن للحصول على معلومات عن حالة الشخص. ومع ذلك بسبب اختلاف حجم الطحال بشكل كبير، لا يعد التصوير بالموجات فوق الصوتية أسلوبًا صحيحًا لتقييم تضخم الطحال ولا يجب استخدامه في الظروف العادية أو اتخاذ قرارات روتينية حول اللياقة البدنية لممارسة الرياضة.

### الكشف عن الحصوات
التصوير بالموجات فوق الصوتية مفيد في الكشف عن الحصوات، على سبيل المثال حصوات الكلى أو الحصاة الصفراوية، لأنها تخلق ظلاً الموجات فوق الصوتية واضحة المعالم خلف الحصوة.
يمكن استخدام التصوير بالموجات فوق الصوتية للتوجيه أثناء بعض الإجراءات مثل علاج حصى الكلى ومع تفتيت الحصى من خارج الجسم، وخزعات الإبرة أو البزل (صرف السائل الحر داخل تجويف البطن باستخدام الإبرة).

### الكبد

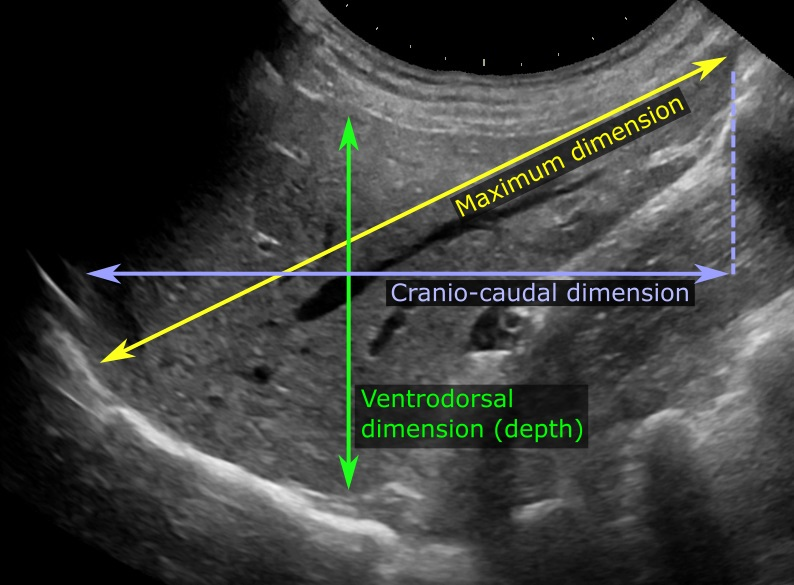
التصوير بالموجات فوق الصوتية للكبد مع بعض القياسات المُثلى.

في المرضى الذين يعانون من خلل في اختبارات وظائف الكبد، قد تظهر الموجات فوق الصوتية زيادة حجم الكبد (تضخم الكبد)، زيادة الانعكاسية (والتي قد تشير إلى ركود صفراوي) ، وأمراض المرارة أو أمراض القناة الصفراوية، أو ورم في الكبد.
يشمل التصوير بالموجات فوق الصوتية لأورام الكبد مرحلتين: الكشف والتوصيف. يعتمد تحديد الورم على أداء الطريقة المستخدمة ويجب أن يتضمن معلومات مورفومترية (الأبعاد الثلاثية والحجم) ومعلومات طبوغرافية (العدد وموقع شريحة الكبد أو الفص المصاب). تعتبر مواصفات تلك البيانات مهمة في عملية تحديد مدى انتشار أورام الكبد والتنبؤ بمستقبلها. توصيف الأورام هو عملية معقدة تعتمد على مجموعة من المعايير المؤدية إلى تعريف طبيعة الورم. في كثير من الأحيان، الوسائل التشخيصية الأخرى لا سيما وسائل التدخل الجراحي لم يعد استخدامها ضروريًا.
يعتمد تحديد خصائص الورم باستخدام الموجات فوق الصوتية على العناصر التالية: القوام (صلب أو سائل أو مختلط)، ومظهر العضو (متجانس أو غير متجانس)، والتمييز من نسيج الكبد المجاور (كبسولة أو لا توجد)، ودرجة المرونة، والعلاقة مع الأجهزة أو الأعضاء المجاورة (الإزاحة أو الغزو)، والإمداد الدموي (وجوده وخصائصه على الموجات فوق الصوتية بالدوبلر والموجات فوق الصوتية المحسنة بالصبغة).

### تصوير الكلى بالموجات فوق الصوتية

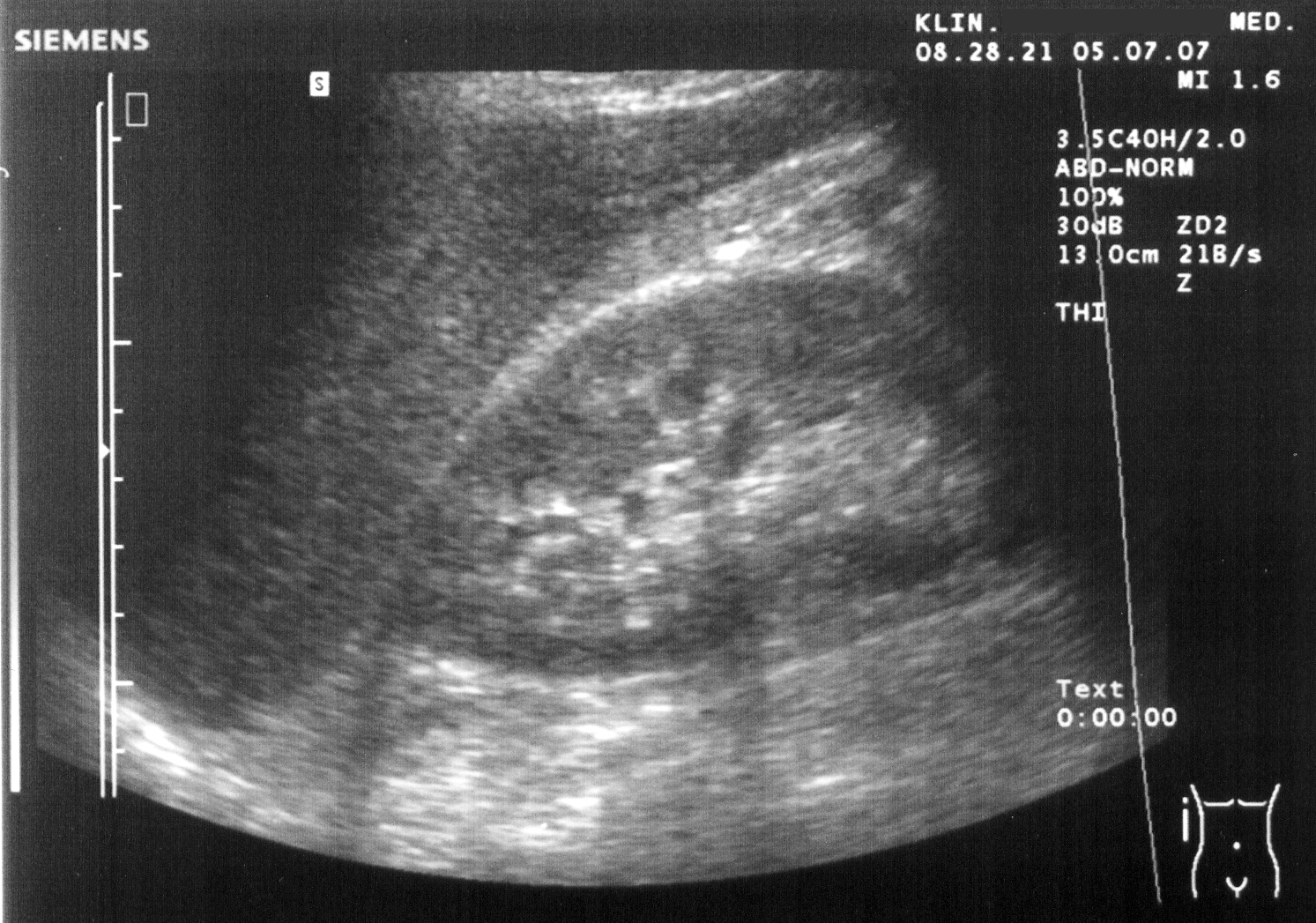
مسح بالموجات فوق الصوتية من الكلى (الجانب الأيمن).

تصوير الكلى بالموجات فوق الصوتية أمر ضروري في تشخيص وعلاج الأمراض المرتبطة بالكلى. يتم فحص الكلى بسهولة، ومعظم التغيرات المرضية في الكلى يمكن تمييزها بالموجات فوق الصوتية.

## الآلية
مزايا التصوير بالموجات فوق الصوتية للأعضاء الباطنية هي أن هذا الإجراء يمكن إجراؤه بسرعة بجوار السرير، لا يشمل التعرض للأشعة السينية (مما يجعله مفيدًا في المرضى الحوامل) وغير باهظ مقارنة بالتقنيات الأخرى المستخدمة كثيرًا مثل التصوير المقطعي (CT).
أما العيوب تكمن في كونه تصويرًا مزعجًا عند استخدام الكثير من الغاز داخل الأمعاء، إذا كان هناك الكثير من الدهون في منطقة البطن، وأيضًا جودة التصوير تعتمد على مهارة الشخص الذي يقوم بها.
يحدث التصوير في الوقت الحقيقي وبدون تخدير، بحيث يمكن رصد الحركات بسرعة. على سبيل المثال، عند الضغط فوق المرارة باستخدام مسبار الموجات فوق الصوتية، يمكن الحصول على علامة مورفي الإشعاعية.
```
يمكن رؤية الأعضاء داخل الحوض من خلال جدار البطن، مثل 
المثانة البولية
 أو 
المبايض
 
والرحم
 لدى النساء. نظرًا لأن الماء موصل ممتاز للموجات فوق الصوتية، فإن رؤية هذه الأعضاء يتطلب في كثير من الأحيان مثانة بولية مملوءة جيداً (وهذا يعني أن على المرضى شرب الكثير من الماء قبل عملية الفحص).
```

## روابط خارجية
- Abdominal Ultrasound, information for patients from the American College of Radiology and the Radiological Society of North America.
- Abdominal ultrasound from مدلاين بلس.